# ديفيد تود ويلكنسون
ديفيد تود ويلكنسون (بالإنجليزية: David Todd Wilkinson)‏ (و. 1935 – 2002 م) هو عالم فلك، وعالم فيزياء فلكية، وأستاذ جامعي من الولايات المتحدة الأمريكية . ولد في هيلزدال . وكان عضواً في الأكاديمية الوطنية للعلوم، والأكاديمية الأمريكية للفنون والعلوم .
توفي في برينستون، عن عمر يناهز 67 عاماً.

## التعليم
تعلم في جامعة ميشيغان

## مناصب وهيئات
أدار جامعة برنستون.

## جوائز
حصل على جوائز منها:
- زمالة غوغنهايم.